# George Worthington
George Allan Worthington (Sydney, Austràlia, 10 d'octubre de 1928 − Westminster, Regne Unit, 8 de desembre de 1964) fou un jugador i entrenador de tennis australià.
En el seu palmarès destaquen tres títols de Grand Slam en categoria de dobles mixts, concretament tres Australian Championships guanyats junt a Thelma Coyne Long. En dobles masculins va arribar a disputar dues finals sense victòria final.
Un cop retirada va esdevenir entrenador a l'All England Lawn Tennis Club i també va ser entrenador dels equips britànics de Copa Davis i Copa Wightman.

## Torneigs de Grand Slam

### Dobles masculins: 2 (0−2)
| Resultat  | Núm. | Any  | Torneig                  | Parella       | Oponents                   | Marcador      |
| --------- | ---- | ---- | ------------------------ | ------------- | -------------------------- | ------------- |
| Finalista | 1.   | 1947 | Australian Championships | Frank Sedgman | John Bromwich Adrian Quist | 1−6, 3−6, 1−6 |
| Finalista | 2.   | 1949 | US Championships         | Frank Sedgman | John Bromwich Bill Sidwell | 4−6, 0−6, 1−6 |

### Dobles mixts: 3 (3−0)
| Resultat  | Núm. | Any  | Torneig                      | Parella           | Oponents                 | Marcador      |
| --------- | ---- | ---- | ---------------------------- | ----------------- | ------------------------ | ------------- |
| Guanyador | 1.   | 1951 | Australian Championships     | Thelma Coyne Long | Clare Proctor Jack May   | 6−4, 3−6, 6−2 |
| Guanyador | 2.   | 1952 | Australian Championships (2) | Thelma Coyne Long | Gwen Thiele Tom Warhurst | 9−7, 7−5      |
| Guanyador | 3.   | 1955 | Australian Championships (3) | Thelma Coyne Long | Jenny Staley Lew Hoad    | 6−2, 6−1      |